# Ergene
L'Ergene (in bulgaro: Ергене) è un fiume della Turchia che scorre interamente dentro i confini della Tracia orientale, che oggi equivale alla parte europea della Turchia. È il principale affluente di sinistra della Meriç.

## Percorso
Nasce sul massiccio montuoso della Strandža e poi scorre in direzione sud-ovest sino a nord della cittadina di Muratlı, dove forma un'ansa e piega drasticamente verso nord. Raggiunti i dintorni di Lüleburgaz l'Ergene torna a scorrere in direzione sud-ovest bagnando la città di Uzunköprü e sfociando nella Meriç, il fiume che segna il confine con la Grecia, a nord del villaggio di İpsala.
Il fiume presenta sino a Lüleburgaz un percorso molto sinuoso, caratterizzato da molte anse, dopo detto punto il letto del fiume è stato in gran parte canalizzato.